# Grand Prix Brazylii 1978
Grand Prix Brazylii 1978 (oryg. Grande Prmio do Brasil) – druga runda Mistrzostw Świata Formuły 1 w sezonie 1978, która odbyła się 29 stycznia 1978, po raz pierwszy na torze Jacarepagua.
7. Grand Prix Brazylii, szóste zaliczane do Mistrzostw Świata Formuły 1.

## Klasyfikacja
| Legenda oznaczeń w tabelach wyników Wyświetl szablon na nowej stronie | Legenda oznaczeń w tabelach wyników Wyświetl szablon na nowej stronie                                                                     |
| Oznaczenie                                                            | Wyjaśnienie |
| --------------------------------------------------------------------- | --- |
| Złoty                                                                 | Zwycięzca lub mistrzostwo |
| Srebrny                                                               | 2. miejsce lub wicemistrzostwo |
| Brązowy                                                               | 3. miejsce lub II wicemistrzostwo |
| Zielony                                                               | Ukończył, punktował (w klasyfikacji generalnej, gdy zdobył co najmniej jeden punkt na przestrzeni sezonu, poza trzema powyższymi opcjami) |
| Niebieski                                                             | Ukończył, nie punktował (w klasyfikacji generalnej, gdy nie zdobył co najmniej jednego punktu na przestrzeni sezonu)                      |
| Czerwony                                                              | Nie zakwalifikował się (NZ) |
| Czerwony                                                              | Nie prekwalifikował się (NPK) |
| Różowy                                                                | Nie ukończył (NU) |
| Różowy                                                                | Niesklasyfikowany (NS) (w klasyfikacji generalnej, gdy nie został sklasyfikowany w żadnym wyścigu sezonu)                                 |
| Czarny                                                                | Zdyskwalifikowany (DK) |
| Czarny                                                                | Wykluczony (WYK/EX) |
| Biały                                                                 | Nie wystartował (NW) |
| Biały                                                                 | Kontuzjowany (K/INJ) |
| Biały                                                                 | Wyścig odwołany (OD/C) |
| Bez koloru                                                            | Został wycofany (WYC/WD) |
| Bez koloru                                                            | Nie przybył (NP/DNA) |
| Bez koloru                                                            | Nie brał udziału w treningach (NT/DNP) |
| Bez koloru                                                            | Nie został zgłoszony (–) |
| Pogrubienie                                                           | Start z pole position |
| Kursywa                                                               | Najszybsze okrążenie wyścigu |
| †                                                                     | Nie ukończył, ale jego rezultat został zaliczony ze względu na przejechanie więcej niż 90% dystansu wyścigu.                              |
| *                                                                     | Sezon w trakcie |
| 1/2/3                                                                 | Punktowana pozycja w sprincie kwalifikacyjnym                                                                                             |
| Lista systemów punktacji Formuły 1                                    | |

| Pos | No | Kierowca           | Konstruktor        | Okrążeń | Czas/powód NU      | Poz. Start. | Punktów |
| --- | -- | ------------------ | ------------------ | ------- | ------------------ | ----------- | ------- |
| 1   | 11 | Carlos Reutemann   | Ferrari            | 63      | 1:49:59.86         | 4           | 9       |
| 2   | 14 | Emerson Fittipaldi | Fittipaldi-Ford    | 63      | +49.13 sek.        | 7           | 6       |
| 3   | 1  | Niki Lauda         | Brabham-Alfa Romeo | 63      | +57.02 sek.        | 10          | 4       |
| 4   | 5  | Mario Andretti     | Lotus-Ford         | 63      | +1:33.12           | 3           | 3       |
| 5   | 17 | Clay Regazzoni     | Shadow-Ford        | 62      | +1 Okrążenie       | 15          | 2       |
| 6   | 3  | Didier Pironi      | Tyrrell-Ford       | 62      | +1 Okrążenie       | 19          | 1       |
| 7   | 9  | Jochen Mass        | ATS-Ford           | 62      | +1 Okrążenie       | 20          |         |
| 8   | 2  | John Watson        | Brabham-Alfa Romeo | 61      | +2 Okrążeń         | 21          |         |
| 9   | 26 | Jacques Laffite    | Ligier-Matra       | 61      | +2 Okrążeń         | 14          |         |
| 10  | 36 | Riccardo Patrese   | Arrows-Ford        | 59      | +4 Okrążeń         | 18          |         |
| 11  | 27 | Alan Jones         | Williams-Ford      | 58      | +5 Okrążeń         | 8           |         |
| NU  | 25 | Héctor Rebaque     | Lotus-Ford         | 40      |                    | 22          |         |
| NU  | 12 | Gilles Villeneuve  | Ferrari            | 35      | Wypadł z toru      | 6           |         |
| NU  | 8  | Patrick Tambay     | McLaren-Ford       | 34      | Wypadł z toru      | 5           |         |
| NU  | 7  | James Hunt         | McLaren-Ford       | 25      | Wypadł z toru      | 2           |         |
| NU  | 16 | Hans Joachim Stuck | Shadow-Ford        | 25      | Problemy z paliwem | 9           |         |
| NU  | 20 | Jody Scheckter     | Wolf-Ford          | 16      | Wypadek            | 12          |         |
| NU  | 6  | Ronnie Peterson    | Lotus-Ford         | 15      | Kolizja            | 1           |         |
| NU  | 22 | Danny Ongais       | Ensign-Ford        | 13      | Hamulce            | 23          |         |
| NU  | 30 | Brett Lunger       | McLaren-Ford       | 11      | Przegrzanie        | 13          |         |
| NU  | 4  | Patrick Depailler  | Tyrrell-Ford       | 8       | Wypadek            | 11          |         |
| NU  | 18 | Rupert Keegan      | Surtees-Ford       | 5       | Wypadek            | 24          |         |
| NU  | 23 | Lamberto Leoni     | Ensign-Ford        | 0       | Skrz. biegów       | 17          |         |
| NW  | 10 | Jean-Pierre Jarier | ATS-Ford           |         |                    | 16          |         |
| NZ  | 37 | Arturo Merzario    | Merzario-Ford      |         |                    |             |         |
| NZ  | 32 | Eddie Cheever      | Theodore-Ford      |         |                    |             |         |
| NZ  | 19 | Vittorio Brambilla | Surtees-Ford       |         |                    |             |         |
| NZ  | 24 | Divina Galica      | Hesketh-Ford       |         |                    |             |         |